# Opuntia aciculata

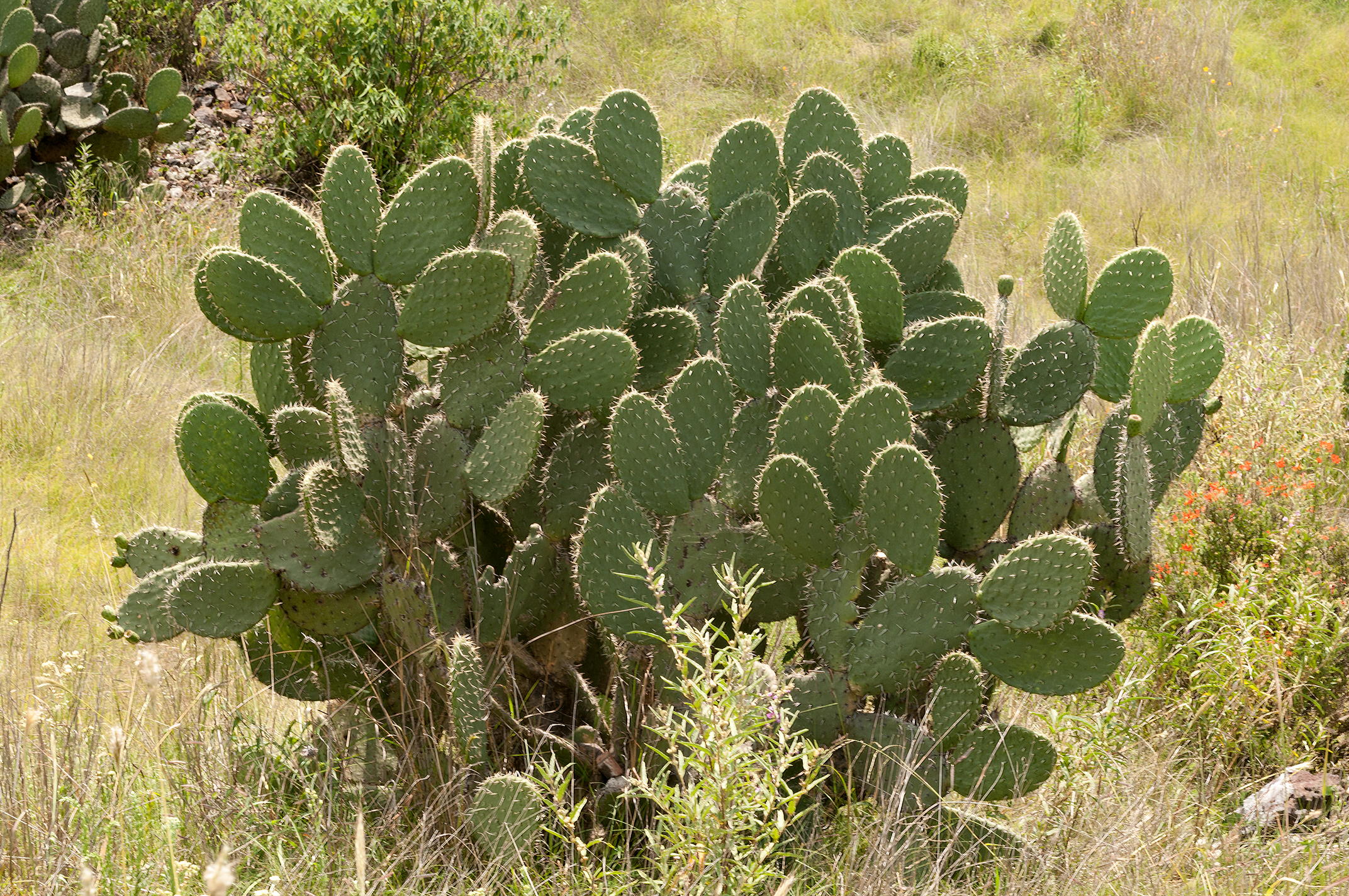
Opuntia aciculata en México

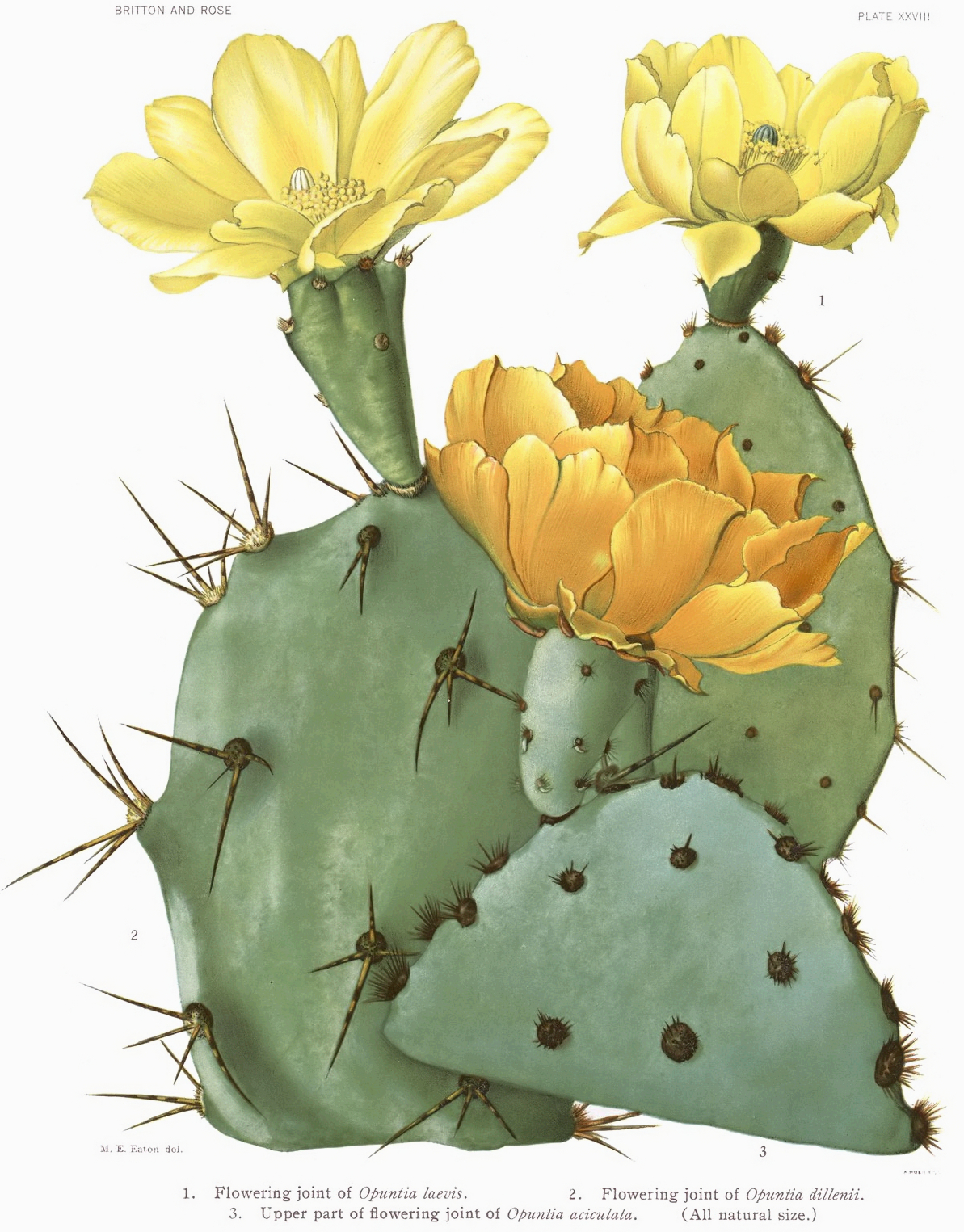
La flor inferior es O.aciculata.

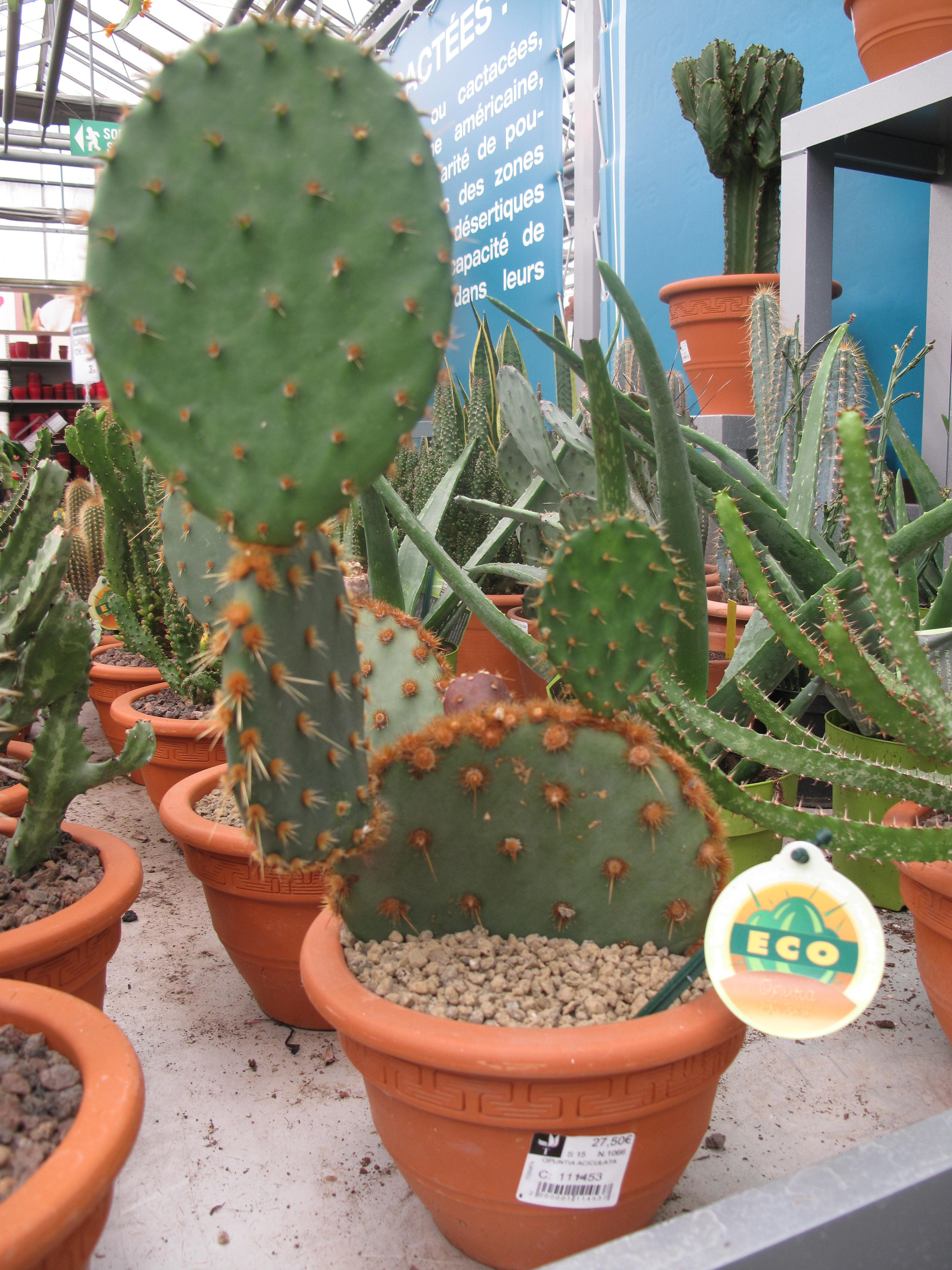
Vista de la planta

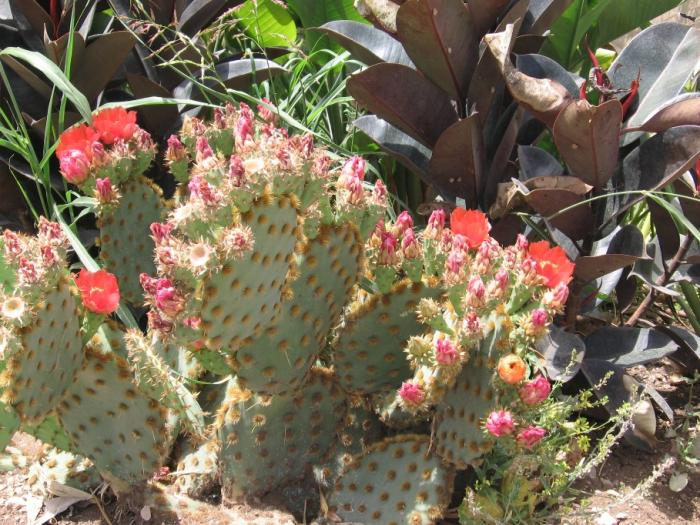
Con flores

Opuntia aciculata es una especie fanerógama perteneciente a la familia Cactaceae. 

## Descripción
Cactus de porte arbustivo, tan ramificado que suele ser más ancho (hasta 3 m) que alto (no supera 1 m). Los segmentos de 10-12 cm ovoides o redondeados, de color verde pálido o glauco. Grandes areolas muy juntas entre sí, con numerosos gloquidios. Espinas de color marrón con la punta amarilla, 3,5 a 5 cm de longitud, delgadas, aciculares y frecuentemente replegadas. Flores doradas, estigma con 8 a 10 lóbulos verdosos.

## Distribución
Es nativa de Nuevo León, Tamaulipas en México y Texas en EUA.

## Taxonomía
Opuntia aciculata  fue descrita por David Griffiths y publicado en Proceedings of the Biological Society of Washington 29(3): 10–11. 1916.
Etimología
Opuntia: nombre genérico  que proviene del griego usado por Plinio el Viejo para una planta que creció alrededor de la ciudad de Opus en Grecia.

aciculata: epíteto latino que significa "marcado con finas rayas irregulares".
Sinonimia
- Opuntia tardospina Griffiths
- Opuntia lindheimeri var. aciculata
- Opuntia engelmannii var. aciculata[4]
- Opuntia engelmannii subsp. aciculata (Griffiths) U.Guzmán & Mandujano
- Opuntia engelmannii var. aciculata (Griffiths) Weniger
- Opuntia engelmannii var. aciculata (Griffiths) Bravo
- Opuntia engelmannii var. flexospina (Griffiths) B.D.Parfitt & Pinkava
- Opuntia flexospina Griffiths
- Opuntia lindheimeri var. aciculata (Griffiths) Bravo
- Opuntia strigii var. flexospina (Griffiths) L.D.Benson[5]

1. ↑  «Opuntia aciculata». Tropicos.org. Missouri Botanical Garden. Consultado el 13 de enero de 2013.
2. ↑  en Nombres Botánicos
3. ↑  en Epítetos Botánicos
4. ↑  Sinónimos en Desert tropical Archivado el 1 de noviembre de 2006 en Wayback Machine.
5. ↑  «Opuntia aciculata». The Plant List. Consultado el 4 de julio de 2014.